# Осова-Кшечановська
Осова-Кшечановська (пол. Osowa Krzeczanowska) — село в Польщі, у гміні Семьонтково Журомінського повіту Мазовецького воєводства.
Населення — 70 осіб (2011).
У 1975-1998 роках село належало до Цехановського воєводства.

## Демографія
Демографічна структура станом на 31 березня 2011 року:
|          | Загалом | Допрацездатний вік | Працездатний вік | Постпрацездатний вік |
| -------- | ------- | ------------------ | ---------------- | -------------------- |
| Чоловіки | 31      | 7                  | 19               | 5                    |
| Жінки    | 39      | 10                 | 19               | 10                   |
| Разом    | 70      | 17                 | 38               | 15                   |